# Массасоит

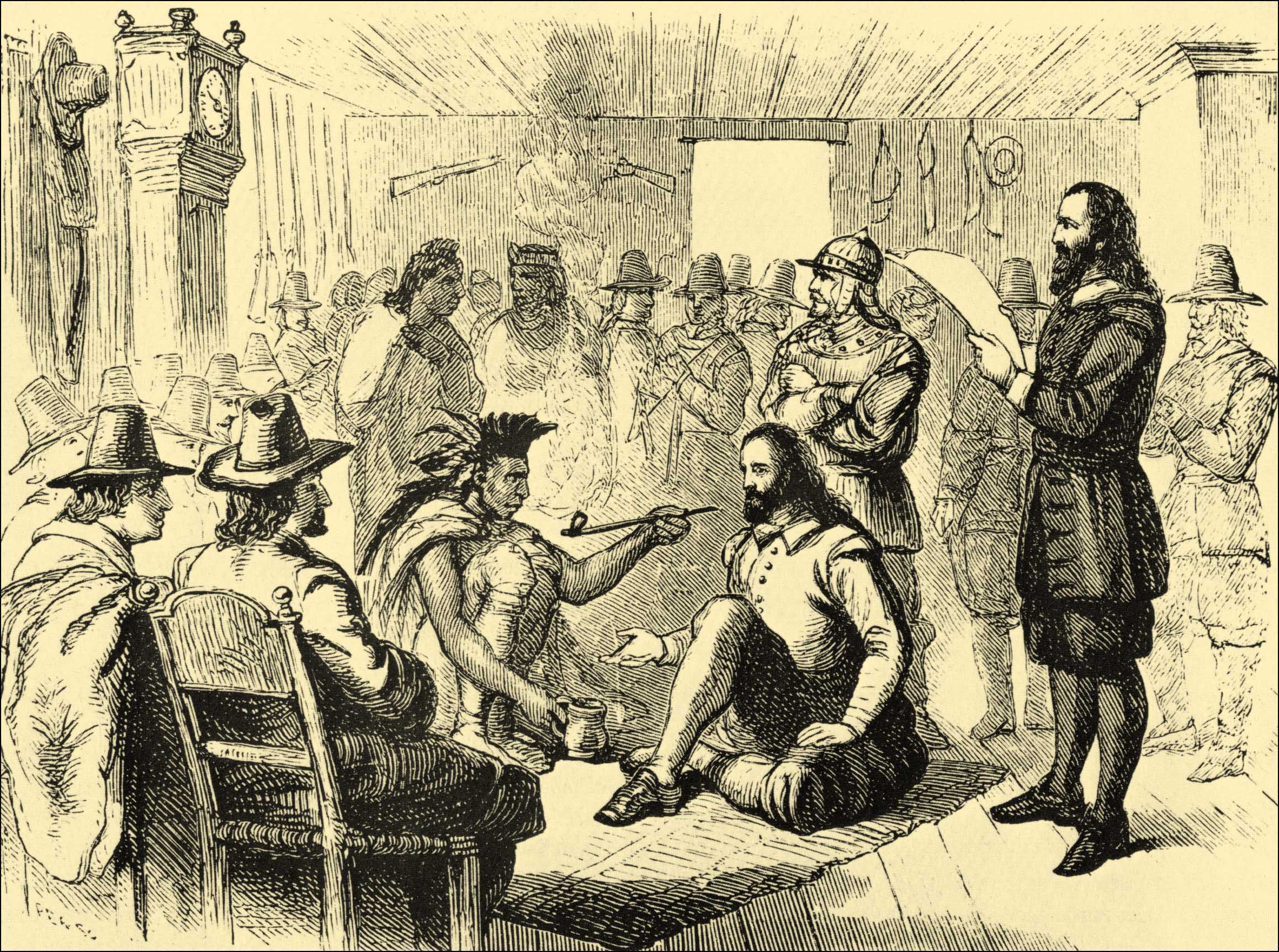
Массасойт и Карвер выкуривают трубку мира

Массасоит (англ. Massasoit; 1580 — 1662) — сахем (вождь) конфедерации вампаноагов, заключивший в 1621 году мирный договор с английскими колонистами.
Само слово «Массасоит» , является не именем собственным, а частью титула, поскольку на алгонкинском языке выражение Massasoit sachem означает «великий сахем (вождь)» (ср. Massachusett — «люди Великих гор»). Реальное имя вождя было Оусамеквин (Ousamequin), в переводе с языка его родного племени поканокетов (одного из племён союза вампаноагов) — «Желтое Перо».
Массасойт родился в нынешнем округе Бристоль, штат Род-Айленд.
Между 1605 и 1615 гг. он стал Великим вождем племенного союза вампаноагов, населявших территории в современных штатах Массачусетс и Род-Айленд между мысом Код и заливом Наррагансетт.
В ноябре 1620 года группа поселенцев прибыла к этим берегам на борту корабля «Мэйфлауэр» с целью основания Плимутской колонии на Массачусетском побережье. В условиях наступившей суровой зимы из почти сотни прибывших поселенцев выжило менее половины. Массасойт помог спасти уцелевших колонистов от неминуемой смерти.
Массасойт впервые предстал перед поселенцами, прибыв для мирных переговоров в поселение колонистов, 22 марта 1621 года в окружении 60 воинов, его лицо было окрашено в красный цвет, а на шее висело массивное ожерелье, как символ власти Великого вождя. Массасойт помогал поселенцам, предоставляя им пищу и обучая выживанию на этих суровых землях, назначив своим представителем среди колонистов индейца племени патуксетов Тисквантума, или Скванто.
Массасойт заключил с английскими поселенцами соглашение о дружбе и взаимной военной помощи в случае нападения врагов на одну из сторон. Этой мирной политики Массасойт придерживался и в течение остальной части своей жизни. Массасойт, вероятно, таким образом надеялся, что присутствие англичан на восточном побережье может помочь в борьбе с традиционными врагами вампаноагов — племенем наррагансеттов.
Массасойт в договоре, который подписали он и губернатор Джон Карвер, обязался не нападать на англичан до конца своей жизни. Пилигримы, со своей стороны, обязались охранять индейцев и их права. Массасойт сдержал данное им слово.
Осенью 1621 года после сбора первого урожая оставшиеся в живых поселенцы решили поделиться его плодами с индейцами, которые помогли им выжить. Губернатор колонии провозгласил 21 ноября «днем благодарения Господу», постановив радоваться и праздновать его «особенным образом». С тех пор американская общественность ежегодно отмечает четвёртый четверг ноября как «День благодарения».
В 1623 году уже сам Массасойт при помощи английских поселенцев смог преодолеть тяжелую болезнь, косившую его народ.
Во время войны с племенем пекотов в 1637 году конфедерация вампаноагов оставалась нейтральной.
В течение многих десятилетий колонисты и индейцы обменивались дружественными визитами. И хотя Массасойт упорно отказывался принять христианство и противился деятельности миссионеров в его племени, он стремился всячески поддерживать дружбу с колонистами.
После смерти Массасойта вождём стал его старший сын Вамсутта — «Теплое Сердце» (в крещении Александр), а после него — младший сын Метакомет — «Убийца Волков» («Король Филип»).

## В кино
- «Святые и чужаки» (Saints & Strangers) — реж. Пол А. Эдвардс (США, 2015); в роли Массасойта — Рауль Трухильо.